# Château de la Forêt (Thaumiers)
Pour les articles homonymes, voir Château de la Forêt.
Le château de la Forêt, parfois appelé aussi château de Thaumiers, est un édifice situé à Thaumiers, dans le département du Cher, en région Centre-Val de Loire.

## Localisation
Le château de la Forêt est situé à 1 km à l'ouest du bourg de Thaumiers. On y accède par une petite route qui le dessert spécialement depuis le bourg.

## Description
Le château est établi sur une terrasse entourée partiellement de douves, servant de cour d'honneur, à l'intérieur d'un parc à l'anglaise. On accède à la terrasse par un pont de pierre.
Il est constitué de deux ailes en équerre de style classique, à deux niveaux plus un niveau de combles. À l'extrémité de ces ailes, plusieurs tours de forme ronde ou quadrangulaire sont des vestiges du château le plus ancien (XVe siècle). L'ensemble est couvert d'ardoises.

## Historique
Le château a été construit au XVe siècle et largement remanié au XVIIIe siècle. Le château initial avait une forme carrée, avec des tours à chaque angle ; il était accessible par un pont-levis sur les douves et gardé par un châtelet d'entrée. Au XVIIIe siècle, les ailes sud et est, ainsi que la tour qui les réunissait et le châtelet, sont détruites et les douves sont comblées du côté sud et est.

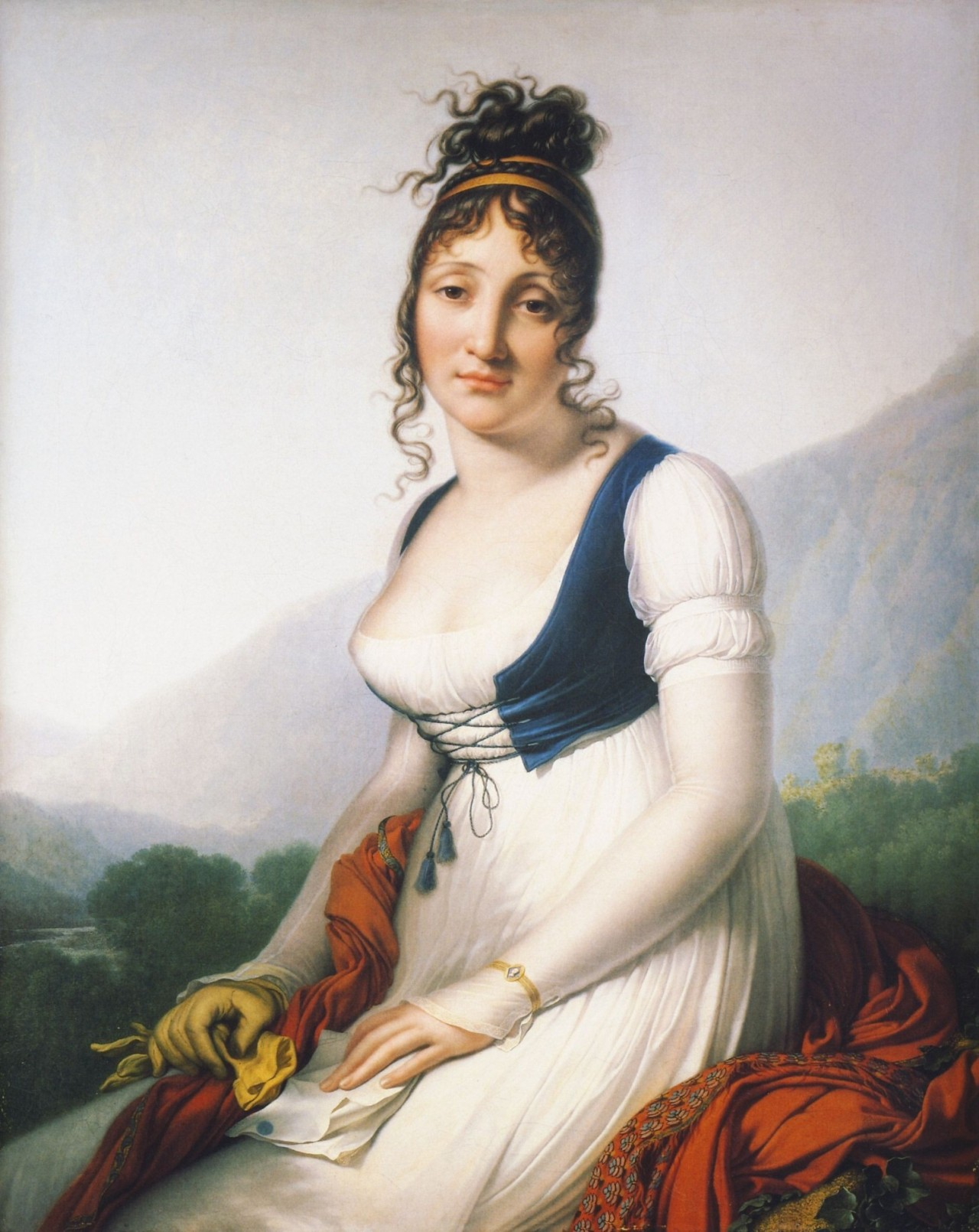
Henriette Doullé, comtesse de Bonneval, héritière du château de la Forêt, peinte par Girodet, 1800

Parmi les personnalités et les familles qui ont possédé le château, on note Guillaume Bochetel (mort en 1558), secrétaire d'État et diplomate, puis son gendre Claude de L'Aubespine, lui-même secrétaire d'État et diplomate. Sa fille, Madeleine de L'Aubespine, épouse en 1559 Nicolas de Neufville, seigneur de Villeroy, secrétaire d'État, et lui apporte cette terre, qui passe ensuite à leur fils Charles de Neufville, puis à leur petit-fils Lyon François de Neufville, chevalier de Malte. La Forêt-Thaumiers appartient ensuite à la famille Titon. Au XVIIIe siècle, elle est entre les mains de la famille Doullé, des magistrats financiers berrichons ; en 1796, Henriette Doullé épouse Philippe-Armand de Bonneval, qui fut maire de Bourges. Le château est resté dans la famille de Bonneval, jusqu'au début du XXIe siècle.
Aujourd'hui, le château de la Forêt est occupé par un hôtel.
Il est inscrit aux Monuments historiques, par arrêté du 14 décembre 1979. Le chartrier du château est conservé aux Archives départementales du Cher (cote 102 J).